# Partenen
Partenen è una località della valle del Montafon, nel Vorarlberg, in Austria, e fa parte del comune di Gaschurn, nel distretto di Bludenz.
Il villaggio è a 1050 m sul livello del mare e conta 380 abitanti. È attraversato dall'Ill.
È patria del venerabile Franz Joseph Rudigier, vescovo di Linz.